# MGC S&W M44
MGC SW／44 COMBAT AUTO セミオートブローバックは、日本のトイガンメーカーであるMGCが製造販売したモデルガン。

## 概要
1971年に発売されたBLK（ブローバックの略）ハンドガンの決定版として規制前に発売された。この年には既存のモデルを改良したベレタM1934BLKも発売された。
この44オートはBLKの衝撃に耐えられるようグレームやスライドも肉厚のSW44が選ばれたものの、実銃のMのダブルアクションの再現には至らなかった。ディスコネクターはスライド左側の外側が切り抜かれていてスライドの外観を損ねている。エキストラクターはファイアリングプレートと兼用されている。